# John Keble
John Keble (født 25. april 1792, død 29. marts 1866) var en engelsk religiøs forfatter og digter.
Keble fik sin opdragelse hjemme og studerede derefter i Oxford. Næppe helt med rette daterer kardinal John Henry Newman Oxfordbevægelsens oprindelse fra Kebles prædiken National Apostacy i 1833. Spirerne til denne religiøse bevægelse var af tidligere dato, og i det højeste kan Kebles berømte prædiken have givet bevægelsen bevidst liv. Derimod har hans digtning haft stor indflydelse på bevægelsens poetiske udtryk. Berømtest er her hans Christian Year (1827), skønt der er bedre poesi både i Lyra Innocentium (1846) og i Miscellaneous Poems, trykt posthumt 1899. I 1869 blev Oxford Keble College indviet til minde om ham.